# Stazione di Pollegio
La stazione di Pollegio era una fermata ferroviaria posta sulla linea del Gottardo, in Svizzera. Serviva l'omonimo centro abitato.

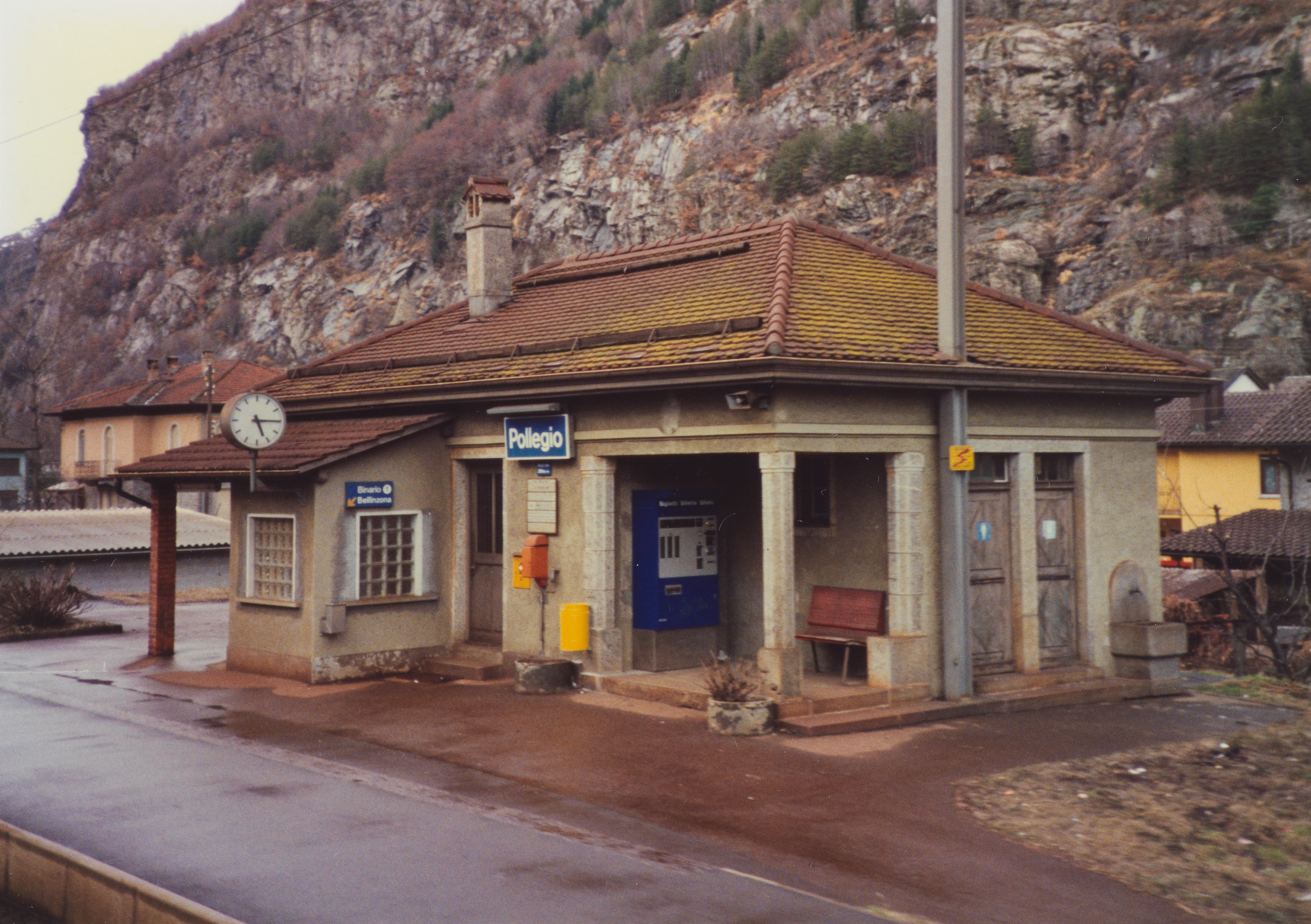
Nel 1989

## Storia
La fermata aprì il 1º marzo 1920 (insieme a quella di Giornico).